# Box-office France 1970
Cet article traite du box-office au cinéma de l'année 1970 en France.

## Les films de plus d'un million d'entrées
| Classement | Titre                                                               | Pays                 | Réalisateur            | Box-office France |
| ---------- | ------------------------------------------------------------------- | -------------------- | ---------------------- | ----------------- |
| 1.         | Le Gendarme en balade                                               |                      | Jean Girault           | 4 870 632 entrées |
| 2.         | Le Mur de l'Atlantique                                              | Marcel Camus         | 4 771 348 entrées      |                   |
| 3.         | Le Passager de la pluie                                             | René Clément         | 4 763 891 entrées      |                   |
| 4.         | Borsalino                                                           | Jacques Deray        | 4 711 705 entrées      |                   |
| 5.         | Le Cercle rouge                                                     | Jean-Pierre Melville | 4 348 373 entrées      |                   |
| 6.         | M*A*S*H                                                             |                      | Robert Altman          | 3 656 581 entrées |
| 7.         | La Grande Java                                                      |                      | Philippe Clair         | 3 385 636 entrées |
| 8.         | Peau d’Âne                                                          | Jacques Demy         | 3 069 970 entrées      |                   |
| 9.         | Les Choses de la vie                                                |                      | Claude Sautet          | 2 964 563 entrées |
| 10.        | Butch Cassidy et le Kid                                             |                      | George Roy Hill        | 2 926 047 entrées |
| 11.        | Les Damnés                                                          |                      | Luchino Visconti       | 2 639 179 entrées |
| 12.        | Le Voyou                                                            |                      | Claude Lelouch         | 2 431 368 entrées |
| 13.        | Dernier Domicile connu                                              |                      | José Giovanni          | 2 241 599 entrées |
| 14.        | Elle boit pas, elle fume pas, elle drague pas, mais... elle cause ! |                      | Michel Audiard         | 2 148 771 entrées |
| 15.        | L'Homme orchestre                                                   |                      | Serge Korber           | 2 142 136 entrées |
| 16.        | L’Aveu                                                              | Costa-Gavras         | 2 141 936 entrées      |                   |
| 17.        | La Horse                                                            |                      | Pierre Granier-Deferre | 2 113 975 entrées |
| 18.        | Woodstock                                                           |                      | Michael Wadleigh       | 2 048 581 entrées |
| 19.        | Le Pistonné                                                         |                      | Claude Berri           | 1 918 642 entrées |
| 20.        | Les Novices                                                         | Guy Casaril          | 1 813 081 entrées      |                   |
| 21.        | L'Enfant sauvage                                                    | François Truffaut    | 1 721 809 entrées      |                   |
| 22.        | Les Baroudeurs                                                      |                      | Peter Collinson        | 1 660 739 entrées |
| 23.        | L'Ours et la poupée                                                 |                      | Michel Deville         | 1 617 904 entrées |
| 24.        | De la part des copains                                              |                      | Terence Young          | 1 520 623 entrées |
| 25.        | Ya, ya, mon général !                                               |                      | Jerry Lewis            | 1 475 082 entrées |
| 26.        | Le Distrait                                                         |                      | Pierre Richard         | 1 424 483 entrées |
| 27.        | La Nuit des morts-vivants                                           |                      | George A. Romero       | 1 361 560 entrées |
| 28.        | Un condé                                                            |                      | Yves Boisset           | 1 328 873 entrées |
| 29         | L'Étalon                                                            |                      | Jean-Pierre Mocky      | 1 280 145 entrées |
| 30.        | Mont-Dragon                                                         |                      | Jean Valère            | 1 259 248 entrées |
| 31.        | Le Spécialiste                                                      |                      | Sergio Corbucci        | 1 252 453 entrées |
| 32.        | L'or se barre                                                       |                      | Peter Collinson        | 1 234 541 entrées |
| 33.        | Êtes-vous fiancée à un marin grec ou à un pilote de ligne ?         |                      | Jean Aurel             | 1 191 415 entrées |
| 34.        | La Colline des bottes                                               |                      | Giuseppe Colizzi       | 1 185 036 entrées |
| 35.        | Le Secret de la planète des singes                                  |                      | Ted Post               | 1 163 547 entrées |
| 36.        | Le Boucher                                                          |                      | Claude Chabrol         | 1 151 441 entrées |
| 37.        | Les Aventures amoureuses de Robin des Bois                          |                      | Richard Kanter         | 1 139 318 entrées |
| 38.        | La Cité de la violence                                              |                      | Sergio Sollima         | 1 122 678 entrées |
| 39.        | Sierra torride                                                      |                      | Don Siegel             | 1 066 143 entrées |
| 40.        | El Condor                                                           |                      | John Guillermin        | 1 059 059 entrées |
| 41.        | Le Reptile                                                          | Joseph L. Mankiewicz | 1 024 006 entrées      |                   |
| 42.        | Domicile conjugal                                                   |                      | François Truffaut      | 1 012 273 entrées |

## Box-office par semaine
| #  | Semaine                           | Film no 1                                                           | Pays            | Entrées         |
| -- | --------------------------------- | ------------------------------------------------------------------- | --------------- | --------------- |
| 1  | 1er janvier au 6 janvier 1970     | Le Clan des Siciliens                                               |                 | 368 574 entrées |
| 2  | 7 janvier au 13 janvier 1970      | Le Clan des Siciliens                                               | 263 823 entrées |                 |
| 3  | 14 janvier au 20 janvier 1970     | Le Clan des Siciliens                                               | 217 429 entrées |                 |
| 4  | 21 janvier au 27 janvier 1970     | Le Clan des Siciliens                                               | 175 066 entrées |                 |
| 5  | 28 janvier au 3 février 1970      | Le Passager de la pluie                                             |                 | 198 373 entrées |
| 6  | 4 février au 10 février 1970      | Le Passager de la pluie                                             | 298 672 entrées |                 |
| 7  | 11 février au 17 février 1970     | Le Passager de la pluie                                             | 280 570 entrées |                 |
| 8  | 18 février au 24 février 1970     | Le Passager de la pluie                                             | 267 223 entrées |                 |
| 9  | 25 février au 3 mars 1970         | Le Passager de la pluie                                             | 275 440 entrées |                 |
| 10 | 4 mars au 10 mars 1970            | Le Passager de la pluie                                             | 258 726 entrées |                 |
| 11 | 11 mars au 17 mars 1970           | Le Passager de la pluie                                             | 241 519 entrées |                 |
| 12 | 18 mars au 24 mars 1970           | Le Passager de la pluie                                             | 211 858 entrées |                 |
| 13 | 25 mars au 31 mars 1970           | Borsalino                                                           | 498 698 entrées |                 |
| 14 | 1er avril au 7 avril 1970         | Borsalino                                                           | 392 667 entrées |                 |
| 15 | 8 avril au 14 avril 1970          | Borsalino                                                           | 369 019 entrées |                 |
| 16 | 15 avril au 21 avril 1970         | Borsalino                                                           | 287 552 entrées |                 |
| 17 | 22 avril au 28 avril 1970         | Borsalino                                                           | 243 765 entrées |                 |
| 18 | 29 avril au 5 mai 1970            | Elle boit pas, elle fume pas, elle drague pas, mais... elle cause ! |                 | 343 964 entrées |
| 19 | 6 mai au 12 mai 1970              | Elle boit pas, elle fume pas, elle drague pas, mais... elle cause ! | 257 949 entrées |                 |
| 20 | 13 mai au 19 mai 1970             | L'Aveu                                                              |                 | 245 030 entrées |
| 21 | 20 mai au 26 mai 1970             | L'Aveu                                                              | 180 531 entrées |                 |
| 22 | 27 mai au 2 juin 1970             | L'Aveu                                                              | 154 867 entrées |                 |
| 23 | 3 juin au 9 juin 1970             | MASH                                                                |                 | 155 979 entrées |
| 24 | 10 juin au 16 juin 1970           | MASH                                                                | 161 747 entrées |                 |
| 25 | 17 juin au 23 juin 1970           | MASH                                                                | 162 720 entrées |                 |
| 26 | 24 juin au 30 juin 1970           | MASH                                                                | 147 007 entrées |                 |
| 27 | 1er juillet au 7 juillet 1970     | MASH                                                                | 115 910 entrées |                 |
| 28 | 8 juillet au 14 juillet 1970      | MASH                                                                | 87 875 entrées  |                 |
| 29 | 15 juillet au 21 juillet 1970     | MASH                                                                | 96 261 entrées  |                 |
| 30 | 22 juillet au 28 juillet 1970     | MASH                                                                | 79 388 entrées  |                 |
| 31 | 29 juillet au 4 août 1970         | MASH                                                                | 58 789 entrées  |                 |
| 32 | 5 août au 11 août 1970            | Il était une fois dans l'Ouest                                      |                 | 115 932 entrées |
| 33 | 12 août au 18 août 1970           | Il était une fois dans l'Ouest                                      | 125 887 entrées |                 |
| 34 | 19 août au 25 août 1970           | Il était une fois dans l'Ouest                                      | 135 347 entrées |                 |
| 35 | 26 août au 1er septembre 1970     | Il était une fois dans l'Ouest                                      | 108 834 entrées |                 |
| 36 | 2 septembre au 8 septembre 1970   | La Fabuleuse Histoire de Mickey                                     |                 | 114 831 entrées |
| 37 | 9 septembre au 15 septembre 1970  | MASH                                                                | 115 379 entrées |                 |
| 38 | 16 septembre au 22 septembre 1970 | MASH                                                                | 108 838 entrées |                 |
| 39 | 23 septembre au 29 septembre 1970 | Les Baroudeurs                                                      |                 | 93 412 entrées  |
| 40 | 30 septembre au 6 octobre 1970    | Domicile conjugal                                                   |                 | 110 268 entrées |
| 41 | 7 octobre au 13 octobre 1970      | El Condor                                                           |                 | 83 579 entrées  |
| 42 | 14 octobre au 20 octobre 1970     | Un condé                                                            |                 | 136 153 entrées |
| 43 | 21 octobre au 27 octobre 1970     | Le Cercle rouge                                                     | 250 942 entrées |                 |
| 44 | 28 octobre au 3 novembre 1970     | Le Cercle rouge                                                     | 446 623 entrées |                 |
| 45 | 4 novembre au 10 novembre 1970    | Le Cercle rouge                                                     | 402 938 entrées |                 |
| 46 | 11 novembre au 17 novembre 1970   | Le Mur de l'Atlantique                                              | 398 752 entrées |                 |
| 47 | 18 novembre au 24 novembre 1970   | Le Mur de l'Atlantique                                              | 271 621 entrées |                 |
| 48 | 25 novembre au 1er décembre 1970  | Le Cercle rouge                                                     | 271 131 entrées |                 |
| 49 | 2 décembre au 8 décembre 1970     | Le Mur de l'Atlantique                                              | 228 654 entrées |                 |
| 50 | 9 décembre au 15 décembre 1970    | Le Mur de l'Atlantique                                              | 208 688 entrées |                 |
| 51 | 16 décembre au 22 décembre 1970   | Le Gendarme en balade                                               | 302 641 entrées |                 |
| 52 | 23 décembre au 31 décembre 1970   | Le Gendarme en balade                                               | 737 643 entrées |                 |